# Rino Yanagimoto
Rino Yanagimoto (Tsushima, 13 dicembre 2000) è una sciatrice freestyle giapponese, specializzata nelle gobbe e nelle gobbe in parallelo.

## Biografia
Originaria di Tsushima e attiva a livello internazionale dall'agosto 2014, Rino Yanagimoto ha debuttato in Coppa del Mondo il 23 febbraio 2019, giungendo 23ª nelle gobbe a Tazawako. Il 12 dicembre 2021 ha ottenuto il suo primo podio nel massimo circuito, classificandosi 2ª a Idre Fjäll nella gara di gobbe in parallelo vinta dalla francese Perrine Laffont.

## Palmarès

### Coppa del Mondo
- Miglior piazzamento nella Coppa del Mondo generale di gobbe: 6ª nel 2023
- 7 podi:
  - 6 secondi posti
  - 1 terzo posto